# Szécsi Máté
Szécsi Máté (Budapest, 1978. augusztus 11. –) magyar operaénekes (basszus).

## Élete
A budapesti Lovag Utcai Ének-zene Tagozatos Általános Iskola és a Kodály Zoltán Magyar Kórusiskola után a Bartók Béla Konzervatórium magánének szakos tanulója volt.
A Zeneakadémián tanárai Németh Lujza, Fekete Mária, Gulyás Dénes, Gregor József és Király Miklós voltak. Hamari Júlia Stuttgartban, Claudia Eder Berlinben oktatták.
1998-ban a Majki Nemzetközi Énekes Mesterkurzuson kiemelt ösztöndíjasként vett részt.

## Énekversenyeken való részvétele
- 2002 A Berlini Nemzetközi Énekverseny – első díj, Hangfajonkénti első díj, Zsűri különdíj
  - Frankfurt-Oder Nemzetközi Dalverseny – első díj

## Kitüntetései
- 2009 A Pécsi Nemzeti Színházért nívódíj
  - A Bajai Szent Rókus Kórházért kitüntetés

## Szerződései
- Magyar Állami Operaház 1997–1998 társulati tag, énekkari művész
  - 1998–1999 Társulati tag, ösztöndíjas magánénekes
  - 1999–2003 Társulati tag, magánénekes
  - 2003– Vendégművész, magánénekes
- 2003– Pécsi Nemzeti Színház - társulati tag, magánénekes
- 2000-2005 Kortárs Vokális Műhely – művészeti igazgató
- 2002 Balatonfüredi Nyári Fesztivál – művészeti vezető
- 2011– Baja Marketing Kft. – művészeti vezető

## Társadalmi tevékenysége
A Csíksomlyói Árvaházakat támogató „Csibészek a Csibészekért" alapítvány javára szervezett 18 jótékonysági koncert és két színházi előadás, valamint segélyadományok gyűjtése, szervezése.
A Bajai Szent Rókus Kórházat támogató Koronária Alapítvány fővédnöke és 2006 óta a jótékonysági koncertjeinek művészeti vezetője

## Főbb operaszerepei
- Wolfgang Amadeus Mozart: Szöktetés a szerájból – Osmin
  - A varázsfuvola – Sarastro, Sprecher, őrtálló
  - Don Giovanni – kormányzó
- Gaetano Donizetti: Boleyn Anna – VIII. Henrik angol király
- Otto Nicolai: A windsori víg nők – Falstaff
- Charles Gounod: Faust – Mefisto
  - Rómeó és Júlia – Lőrinc barát
- Giuseppe Verdi: Aida – Amonasro
  - Az álarcosbál – Samuel
  - Traviata – dr. Grenvill
  - Otello – Montano
  - Falstaff – Pistola
- Giacomo Puccini: Gianni Schicci – Simone
- Modeszt Petrovics Muszorgszkij: Borisz Godunov – jezsuita szerzetes
- Giordano: Fedora – rendőrfőnök
- Jacques Offenbach: Hoffmann meséi – Crespel
- Carlo Pinsutti: Mattia Corvino – nagykövet
- Vajda János: Márió és a varázsló – római úr
- Eötvös Péter: A három nővér – Kuligin
- Vukán György: Black Advent – Black Policeman
- Láng István: A gyáva – címszerep
- Szigeti István: Gábriel – címszerep

## CD-felvételei
- 2002 Berlin – Schönste Stimme
- 2003 Karlsruhe – Kodály: Budavári Te Deum
- 2004 Rheinsberg – Élő koncertfelvétel dal- és áriaest
- 2006 Ave Maria a Szent István Lovagrend gondozásában